# Rhythm of Love (album, Kylie Minogue)
Rhythm of Love je tretji glasbeni album avstralske pevke pop Kylie Minogue. Založba PWL je pesem izdala 12. novembra 1990 in singl je ob izidu s strani glasbenih kritikov prejel pozitivne ocene. Chris True s spletne strani Allmusic je album opisal kot »najboljše delo [Kylie Minogue] iz obdobja Stock-Aitken-Waterman« in dodal, da je »pisanje pesmi boljše, produkcija bolj dinamična, Kylie pa se vokalno zdi bolj samozavestna.« Album Rhythm of Love je zasedel eno izmed prvih desetih mest na avstralski in britanski glasbeni lestvici, preko njega pa so izšli štirje singli, ki so na obeh lestvicah zasedli eno izmed prvih desetih mest.
Junija 1991 je album ponovno izšel pod imenom Rhythm of Love: The Gold Album; nova različica albuma je vključevala dodatne remixe. Za več kot 300.000 prodanih izvodov v Veliki Britaniji je album Rhythm of Love prejel platinasto certifikacijo. V Avstralija je izvirna različica maja 1991 s tremi dodatnimi pesmimi izšla pod naslovom Rhythm of Love: Gold Version in nazadnje prejela certifikacije tako v Veliki Britaniji kot v Avstraliji.

## Informacije o albumu
Album je producirala skupina tekstopiscev Stock Aitken Waterman (pesmi 1, 2, 3, 4, 5, 7 in 9), Keith Cohen (pesmi 8, 10 in 11), Stephen Bray (pesmi 10 in 11) in Michael Jay (pesem 6). Je prvi album Kylie Minogue, ki je vključeval tudi pesmi, pri pisanju katerih je sodelovala tudi pevka sama. Z albumom se je Kylie Minogue skušala otresti najstniškega pop sloga; novi album je vključeval bolj sodobne plesne pesmi. Mnoge pesmi so postale velike uspešnice v klubih v Združenem kraljestvu, Evropi, Aziji, Avstraliji in Novi Zelandiji. Album je zasedel deveto mesto na britanski glasbeni lestvici in za uspešno prodajo tamkaj prejel platinasto certifikacijo.
Z novim glasbenim albumom je Kylie Minogue dobila priložnost, da se otrese podobe, ki jo je zanjo ustvarila njena glasbena založba. Pod močnim vplivom njenega takratnega fanta, Michaela Hutchencea, glavnega pevca glasbene skupine INXS, se je predstavila v bolj seksualni luči. Mediji so ji zato v tistem času nadeli nadimek 'SexKylie', saj so svetle barve, velike uhane in bujne lase, kar je nosila prej, nadomestila provokativna oblačila in mnogo ličil.
Kot drugi singl z albuma, po singlu »Better The Devil You Know«, so v poznih devetdetesetih nameravali izdati pesem »What Do I Have To Do«, a so januarja 1991 nazadnje izdali nov remix pesmi »Step Back In Time«. Pesmi »I Am the One for You«, ki so jo napisali Kylie Minogue, Phil Harding in Ian Curnow, niso vključili na album, čeprav so jo posneli v času snemanja slednjega, a so jo kasneje izdali preko avstralske kompilacije Greatest Remix Hits 4 (1998).

## Seznam pesmi
| Standardna različica | Standardna različica         | Standardna različica                     | Standardna različica    | Standardna različica |
| Št.                  | Naslov                       | Pisec                                    | Producent(i)            | Dolžina              |
| -------------------- | ---------------------------- | ---------------------------------------- | ----------------------- | -------------------- |
| 1.                   | „Better the Devil You Know‟  | Mike Stock, Matt Aitken, Pete Waterman   | Stock, Aitken, Waterman | 3:54                 |
| 2.                   | „Step Back in Time‟          | Stock, Aitken, Waterman                  | Stock, Aitken, Waterman | 3:05                 |
| 3.                   | „What Do I Have to Do‟       | Stock, Aitken, Waterman                  | Stock, Aitken, Waterman | 3:44                 |
| 4.                   | „Secrets‟                    | Stock, Aitken, Waterman                  | Stock, Aitken, Waterman | 4:06                 |
| 5.                   | „Always Find the Time‟       | Stock, Aitken, Waterman, Rick James      | Stock, Aitken, Waterman | 3:36                 |
| 6.                   | „The World Still Turns‟      | Kylie Minogue, Michael Jay, Mark Leggett | Jay                     | 4:01                 |
| 7.                   | „Shocked‟                    | Stock, Aitken, Waterman                  | Stock, Aitken, Waterman | 4:48                 |
| 8.                   | „One Boy Girl‟               | Minogue, Willie Wilcox                   | Keith Cohen             | 4:35                 |
| 9.                   | „Things Can Only Get Better‟ | Stock, Aitken, Waterman                  | Stock, Aitken, Waterman | 3:57                 |
| 10.                  | „Count the Days‟             | Minogue, Stephen Bray                    | Bray, Cohen             | 4:23                 |
| 11.                  | „Rhythm of Love‟             | Minogue, Bray                            | Bray, Cohen             | 4:13                 |

| Omejena zlata izdaja z dodatnimi pesmimi | Omejena zlata izdaja z dodatnimi pesmimi          | Omejena zlata izdaja z dodatnimi pesmimi | Omejena zlata izdaja z dodatnimi pesmimi | Omejena zlata izdaja z dodatnimi pesmimi |
| Št.                                      | Naslov                                            | Pisec                                    | Producent(i)                             | Dolžina                                  |
| ---------------------------------------- | ------------------------------------------------- | ---------------------------------------- | ---------------------------------------- | ---------------------------------------- |
| 12.                                      | „Step Back in Time‟ (Walkin' Rhythm mix)          | Stock, Aitken, Waterman                  | Stock, Aitken, Waterman                  | 7:55                                     |
| 13.                                      | „What Do I Have to Do‟ (remix Between the Sheets) | Stock, Aitken, Waterman                  | Stock, Aitken, Waterman                  | 7:08                                     |
| 14.                                      | „Shocked‟ (remix DNA)                             | Stock, Aitken, Waterman                  | Stock, Aitken, Waterman                  | 3:10                                     |

| Avstralska omejena izdaja z dodatnimi pesmimi | Avstralska omejena izdaja z dodatnimi pesmimi     | Avstralska omejena izdaja z dodatnimi pesmimi | Avstralska omejena izdaja z dodatnimi pesmimi | Avstralska omejena izdaja z dodatnimi pesmimi |
| Št.                                           | Naslov                                            | Pisec                                         | Producent(i)                                  | Dolžina                                       |
| --------------------------------------------- | ------------------------------------------------- | --------------------------------------------- | --------------------------------------------- | --------------------------------------------- |
| 12.                                           | „Better the Devil You Know‟ (U.S. remix)          | Stock, Aitken, Waterman                       | Stock, Aitken, Waterman                       | 6:03                                          |
| 13.                                           | „Step Back in Time‟ (Walkin' Rhythm mix)          | Stock, Aitken, Waterman                       | Stock, Aitken, Waterman                       | 7:55                                          |
| 14.                                           | „What Do I Have to Do‟ (Between the Sheets remix) | Stock, Aitken, Waterman                       | Stock, Aitken, Waterman                       | 7:08                                          |

| Avstralska omejena izdaja z dodatno pesmijo na CD-ju ali kaseti – »Shocked« | Avstralska omejena izdaja z dodatno pesmijo na CD-ju ali kaseti – »Shocked« | Avstralska omejena izdaja z dodatno pesmijo na CD-ju ali kaseti – »Shocked« | Avstralska omejena izdaja z dodatno pesmijo na CD-ju ali kaseti – »Shocked« | Avstralska omejena izdaja z dodatno pesmijo na CD-ju ali kaseti – »Shocked« |
| Št.                                                                         | Naslov                                                                      | Pisec                                                                       | Producent(i)                                                                | Dolžina                                                                     |
| --------------------------------------------------------------------------- | --------------------------------------------------------------------------- | --------------------------------------------------------------------------- | --------------------------------------------------------------------------- | --------------------------------------------------------------------------- |
| 1.                                                                          | „Shocked‟ (remix DNA)                                                       | Stock, Aitken, Waterman                                                     | Stock, Aitken, Waterman                                                     | 3:10                                                                        |
| 2.                                                                          | „Shocked‟ (DNA 12" mix)                                                     | Stock, Aitken, Waterman                                                     | Stock, Aitken, Waterman                                                     | 6:20                                                                        |
| 3.                                                                          | „Shocked‟ (remix Harding/Curnow)                                            | Stock, Aitken, Waterman                                                     | Stock, Aitken, Waterman                                                     | 3:18                                                                        |

### Neizdane pesmi
1. »I Am the One for You« (napisali Kylie Minogue, Phil Harding, Ian Curnow)

Pesem so nazadnje izdali na avstralski kompilaciji Greatest Remix Hits 4 leta 1998.

## Singli
| #  | Naslov                      | Britanska lestvica | Avstralska lestvica |
| -- | --------------------------- | ------------------ | ------------------- |
| 1. | "Better the Devil You Know" | 2                  | 4                   |
| 2. | »Step Back in Time«         | 4                  | 5                   |
| 3. | »What Do I Have to Do«      | 6                  | 11                  |
| 4. | »Shocked«                   | 6                  | 7                   |

## Avstralska izdaja s turneje
Da bi promovirala uspešno avstralsko in japonsko turnejo, je Kylie Minogue v Avstraliji izdala kaseto, CD in dvojni LP s tremi dodatnimi pesmimi. To različico albuma, ki so jo kasneje preko CD-ja in kasete izdali tudi v Veliki Britaniji, se danes pozna pod imenom »zlata izdaja«.

## Avstralska posebna izdaja
Poleg tega so v sklopu promocije albuma v Avstraliji izdali tudi posebno izdajo albuma z različnimi verzijami avstralskega singla »Shocked«.

## Dosežki
| Lestvica (1990)                              | Dosežek |
| -------------------------------------------- | ------- |
| Avstralija (ARIA)                            | 10      |
| Japonska (Oricon)                            | 32      |
| Nova Zelandija (RIANZ)                       | 36      |
| Švedska (Sverigetopplistan)                  | 44      |
| Združeno kraljestvo (Official Chart Company) | 9       |

| Leto | Država            | Dosežek |
| ---- | ----------------- | ------- |
| 1990 | Avstralija (ARIA) | 77      |
| 1991 | Avstralija (ARIA) | 52      |

## Prodaja in sprejem
| Država           | Certifikacija |
| ---------------- | ------------- |
| Velika Britanija | Platinasta    |

## Ostali ustvarjalci
| - Kylie Minogue - glavni vokali, spremljevalni vokali - Matt Aitken - kitara, klaviature, aranžer - John DeFaria - kitara - Stephen Bray - klaviature, producent - Claude Gaudette - klaviature, aranžer - Mike Stock - klaviature, aranžer - Jim Oppenheim - saksofon - Michael Jay - programiranje bobnov, aranžer, producent - Mark Leggett - programiranje bobnov - Maxi Anderson - spremljevalni vokali - Peggie Blu - spremljevalni vokali - Joey Diggs - spremljevalni vokali - Alice Echols - spremljevalni vokali | - Mae McKenna - spremljevalni vokali - Miriam Stockley - spremljevalni vokali - Linda Taylor - spremljevalni vokali - Keith »KC« Cohen - producent, mešanje, inženir - Pete Waterman - arranger - Peter Day - inženir - Karen Hewitt - inženirka - John Chamberlin - asistent inženirja - Mauricio Guerrero - asistent inženirja - Kimm James - asistentka inženirja, asistentka producenta - Sylvia Massy - asistentka inženirja, asistentka mešanja - Mitch Zelezny - asistent inženirja - Nick Egan - umetniška direkcija, oblikovanje |